# Motala ström
Motala ström er en elv i Östergötlands län i Sverige, som løber fra Vättern til Østersøen. 
Elven begynder i Motala, som den har navn efter, og løber via Borensberg og Ljungsbro ud i søen Roxen. Den fortsætter via Norsholm og Skärblacka til søen Glan og gennem Norrköping, før den munder ud i Østersøen i Bråviken ved Loddby. 
I Norrköping har elven stor betydning, da man siden middelalderen har benyttet dens vandfald til møller og forskellig industri. Dette system har haft stor betydning for flere samfund. For eksempel ligger Charlottenborg, Kungs Norrby, Ljungs slot, Norsholms herrgård, Ringstaholm, Himmelstalunds herrgård og Johannisborg ved dets bred.
At elvens betydning går langt tilbage ses af helleristninger i Norrköping, hvoraf de fleste findes ved Motala ström. De viser, hvordan heste trækker både over eller forbi vandfaldene i elven.

## Historie
En arkæologisk udgravning, der startede i 2000, afdækkede 400.000 fund fra stenalderen, bronzealderen, jernalderen, vikingetiden og middelalderen – og muligvis en ny tidsalder "benalderen"

## Kraftværker
Ved Motala ström ligger syv vandkraftværker, som ejes af Tekniska verken. 
| Navn       | Faldhøjde(m) | Effekt (kW) |
| ---------- | ------------ | ----------- |
| Motala     | 15,3         | 12.000      |
| Borensberg | 6,8          | 5.500       |
| Malfors    | 28,3         | 21.000      |
| Nykvarn    | 4,0          | -           |
| Älvås      | 2,3          | 1.500       |
| Skärblacka | 9,0          | 10.500      |
| Fiskeby    | 2,5          | 3.500       |

## Billedgalleri
- Motala ström i Motala anno 1992, før den løber ned i søen Boren.
- Industrilandskabet i Norrköping
- Saltängsbroen krydser Motala ström i det centrale Norrköping. I baggrunden Grand Hotel og Rådhustårnet.